# 오시카군

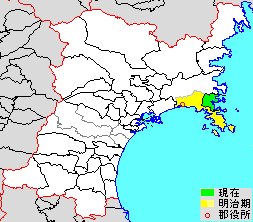
미야기현 오시카군의 위치(녹색:오나가와정)

오시카군(일본어: 牡鹿郡, おしかぐん)은 일본 미야기현(무쓰국·리쿠젠국)의 군이다.
인구 5,982명, 면적 65.35km², 인구밀도 91.5명/km².(2025년 3월 1일, 추계인구)
이하 1정으로 구성된다.
- 오나가와정(女川町)

## 군역
1878년 행정 구역으로 발족 당시의 군역은, 위의 1정에 이시노마키시의 일부를 더한 구역에 해당한다.

## 역사
- 1878년 10월 21일 - 군구정촌 편제법이 미야기현에서 시행되면서, 행정 구역으로서의 오시카군이 발족.

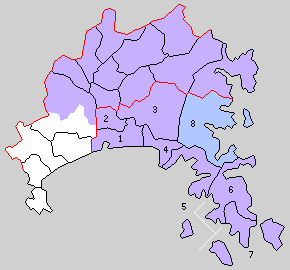
1.이시노마키정 2.헤비타촌 3.이나이촌 4.와타노하정 5.오기노하마촌 6.오하라촌 7.아유카와촌 8.오나가와촌 (보라:이시노마키시 파랑:오나가와정)

- 1889년 4월 1일 - 정촌제 시행으로, 아래의 정촌이 발족. 따로 적은 경우 외는 현 이시노마키시.(2정 6촌)
  - 이시노마키정(石巻町)
  - 헤비타촌(蛇田村)
  - 이나이촌(稲井村)
  - 와타노하정(渡波町)
  - 오기노하마촌(荻浜村)
  - 오하라촌(大原村)
  - 아유카와촌(鮎川村)
  - 오나가와촌(女川村): 현 오나가와정
- 1923년 4월 1일 - 아유카와촌이 정제 시행으로 오나가와정(女川町)이 됨.(3정 5촌)
- 1933년 4월 1일 - 이시노마키정이 헤비타촌의 일부를 편입한 후, 시제 시행으로 이시노마키시(石巻市)가 되어, 군에서 이탈.(2정 5촌)
- 1940년 12월 1일 - 아유카와촌이 정제 시행으로 아유카와정(鮎川町)이 됨.(3정 4촌)
- 1949년 4월 1일 - 헤비타촌의 일부가 이시노마키시에 편입.
- 1955년
  - 1월 1일 - 헤비타촌이 이시노마키시에 편입.(3정 3촌)
  - 3월 26일 - 아유카와정·오하라촌이 합병하여, 오시카정(牡鹿町)이 발족.(3정 2촌)
  - 4월 10일 - 오기노하마촌이 이시노마키시에 편입.(3정 1촌)
- 1959년
  - 4월 1일 - 이나이촌이 정제 시행으로 이나이정(稲井町)이 됨.(4정)
  - 5월 15일 - 와타노하정이 이시노마키시와 이나이정에 분할편입.(3정)
- 1967년 3월 23일 - 이나이정이 이시노마키시에 편입.(2정)
- 2005년 4월 1일 - 오시카정이 이시노마키시·모노군 모노정·가난정·가호쿠정·기타카미정·오가쓰정과 합병하여, 새로이 이시노마키시가 발족, 군에서 이탈.(1정)

## 참고 문헌
- 《가도카와 일본 지명 대사전》 편집위원회, 편집. (1979년 12월 1일). 《가도카와 일본 지명 대사전》. 4 미야기현. 가도카와 쇼텐. ISBN 4040010302.